# Berkholz-Meyenburg
Berkholz-Meyenburg är en kommun i Landkreis Uckermark i förbundslandet Brandenburg i Tyskland. 
Kommunen bildades den 1 april 1974 genom en sammanslagning av de tidigare kommunerna Berkholz och Meyenburg.
Kommunen ingår i kommunalförbundet Amt Oder-Welse tillsammans med kommunerna Mark Landin, Passow, Pinnow (amtssäte) och Schöneberg.